# Тугояковка
Тугояковка — река в России, протекает в Кемеровской и Томской областях. Устье реки находится в 106 км по правому берегу реки Томь, между сёлами Батурино и Вершинино. Длина реки составляет 52 км.

## Данные водного реестра

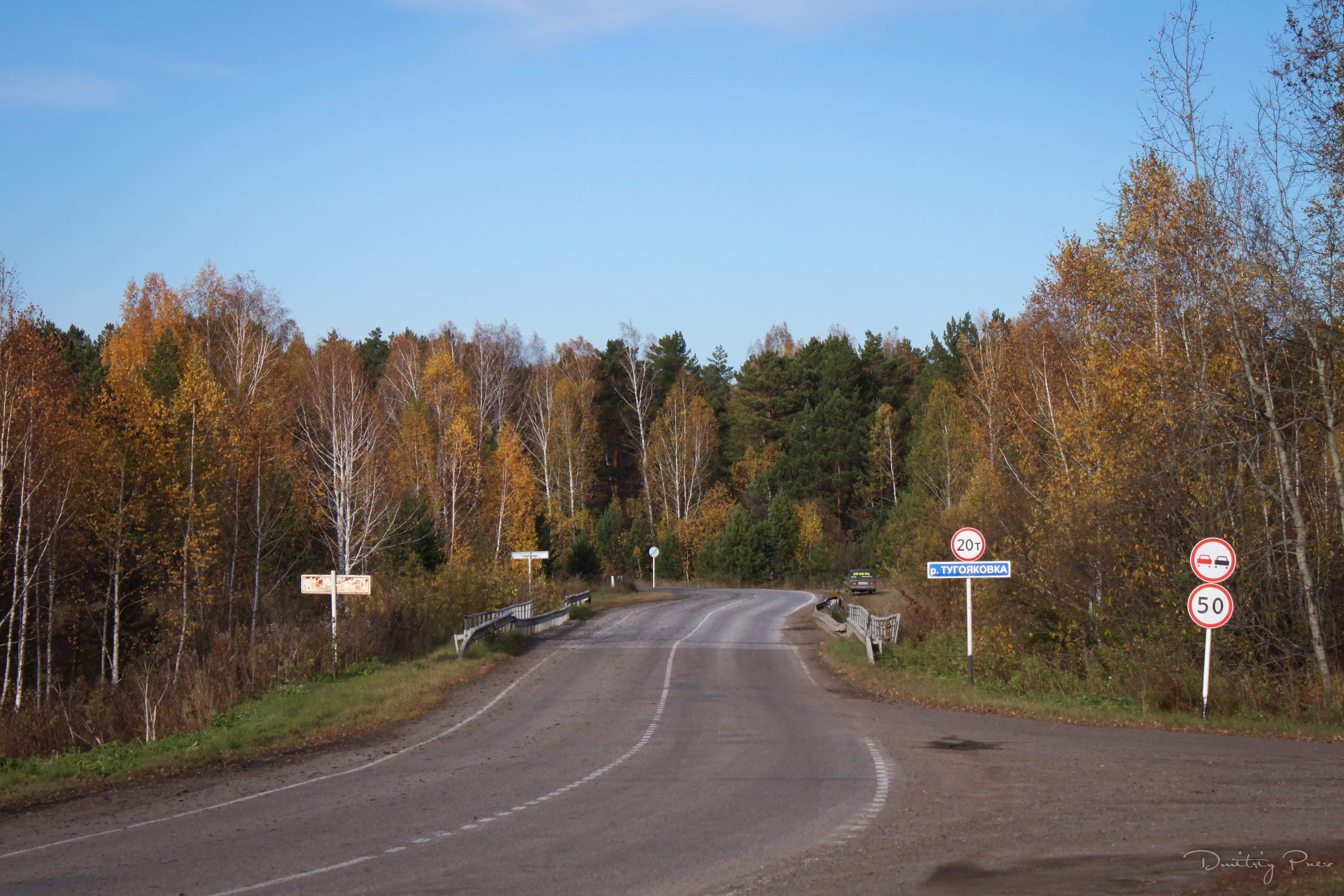
Мост через Тугояковку

По данным государственного водного реестра России относится к Верхнеобскому бассейновому округу, водохозяйственный участок реки — Томь от города Кемерово и до устья, речной подбассейн реки — Томь. Речной бассейн реки — (Верхняя) Обь до впадения Иртыша.